# Odkształcenie sprężyste
Odkształcenie sprężyste - odkształcenie, które ustępuje po usunięciu siły, która je spowodowała. Siła, która powoduje, że odkształcenie jest sprężystym, nosi nazwę siły sprężystości. Odkształcenie sprężyste metali zachodzi poprzez przemieszczanie się atomów na odległości nie większe niż odległości sieciowe, dzięki czemu nie następują zasadnicze zmiany w ułożeniu atomów w sieci.
Najczęściej spotykanymi układami takich sił są: rozciąganie, ściskanie, skręcanie. Odkształcenia sprężyste występują w każdej konstrukcji budowlanej, maszynie, urządzeniu,  nie występują w ciałach idealnie plastycznych (ich przybliżeniem jest np. glina).